# Абдуллахи, Оде
Абдуллахи Оде Усман (англ. Abdullahi Ode Usman; род. 28 сентября 2002, Абуджа) — нигерийский футболист, полузащитник лимасольского «Ариса». Выступает на правах аренды в клубе «МЛ Витебск».

## Карьера

### «ДФК Дайнава»
В начале 2023 года футболист присоединился к литовскому клубу «ДФК Дайнава». Дебютировал за клуб футболист 4 марта 2023 года в матче против клуба «Хегельманн», выйдя на поле в стартовом составе. Первым результативным действием за клуб футболист отличился 2 сентября 2023 года в матче против клуба «Джюгас», отдав голевую передачу. Футболист на протяжении сезона выступал в роли ключевого игрока, в начале 2024 года продолжая выступать за литовский клуб. Дебютным забитым голом за клуб футболист отличился 31 марта 2024 года в матче против клуба «Судува». Также футболист получал награды как лучшему игроку месяца. В конце 2024 года футболист покинул клуб по окончании срока действия контракта. На протяжении 2 сезонов футболист успел отличиться за клуб 2 забитыми голами и 4 результативными передачами в рамках чемпионата.

### «Арис» Лимасол

#### Аренда в «МЛ Витебск»
В конце января 2025 года футболист на правах свободного агента присоединился к лимасольскому «Арису», с которым подписал трёхлетний контракт и на правах арендного соглашения перешёл в белорусский клуб «МЛ Витебск». Дебютировал за клуб футболист 2 марта 2025 года в четвертьфинальном матче Кубка Беларуси против бобруйской «Белшины», выйдя на поле в стартовом составе. Дебютный матч в чемпионате футболист сыграл 16 марта 2025 года против клуба «Слуцк-2024», выйдя на поле в стартовом составе. В полуфинальных матчах Кубка Беларуси футболист вместе с клубом по сумме матчей уступил жодинскому «Торпедо-БелАЗ» и завершил выступление на турнире. Дебютным забитым голом за клуб футболист отличился 12 мая 2025 года в матче против мозырской «Славии».